# ヨハネス4世 (トレビゾンド皇帝)
ヨハネス4世（Ιωάννης Δ', Iōannēs IV, ? - 1458年）は、トレビゾンド帝国の皇帝（在位：1429年 - 1458年）。アレクシオス4世の子。
この頃になるとオスマン朝の勢力が台頭し、トレビゾンド帝国はなすすべもない状況に追い込まれていた。1442年にはオスマン朝のスルタン・ムラト2世の侵攻を受けて帝国領は略奪を受ける有様であった。
このため、ヨハネス4世はオスマン朝に対抗するため、サファービー教団長のジュネイドやローマ教皇・カリストゥス3世、イスファンディヤル公国やカラマン君侯国のイブラヒム・ベイと同盟を結び、さらに白羊朝の第2代皇帝ウズン・ハサンと婚姻関係を結んで、オスマン朝と対抗した。このため、オスマン朝もヨハネス4世存命中はトレビゾンド帝国においそれと攻撃することが難しくなってしまったのである。
1458年死去。死後、オスマン朝の反撃が始まった。
ちなみに彼の孫娘（ウズン・ハサンの娘）はサファヴィー家に嫁ぎ、彼の曾孫はサファヴィー朝の初代皇帝となったイスマーイール1世である。